# Ad Hominem (groupe)
Pour le type d'argument en rhétorique, voir Argumentum ad hominem.
Ad Hominem est un groupe de black metal industriel français, originaire de Lyon. Le groupe prône le culte de Soi et le rejet de tout dogme religieux. Son leader et fondateur, Kaiser Wodhanaz, refuse toute affiliation politique et affirme s'attaquer avant tout aux religions monothéistes ainsi qu'à toute doctrine néfaste au développement et à la liberté de l'individu. Le groupe recense au total six albums studio, deux EP, cinq splits, une démo, et figure sur diverses compilations.

## Biographie
Ad Hominem est fondé en 1998 à Lyon, en France. Le fondateur, connu sous le pseudonyme Kaiser Wodhanaz, est également actif dans des groupes comme Frangar et Antithesis, avant son départ.
En 2007, Algol du groupe Hiems rapporte la participation de Kaiser Wodhanaz sur une chanson. Le 6 mars 2009, le groupe fait paraître l'album Dictator – A Monument of Glory, moyennement et bien accueilli par la presse spécialisée,,. Spirit of Metal lui attribue une note de 17 sur 20 expliquant que « Une nouvelle ère de terreur s'est ouverte, un nouvel empire s'est créé avec ce nouveau son hérité des cendres de Climax of Hatred et du petit EP de passage. Ad Hominem a changé de peau ! ».

## Idéologie
Le groupe est notamment connu pour ses textes d'extrême droite. On peut le voir dans le nom du premier album (Planet ZOG, ZOG signifiant en français « Gouvernement d'occupation sioniste », une théorie du complot antisémite), mais aussi dans les textes de ce dernier, comme dans la chanson Auschwitz Rules, renommée plus tard en A. Rules :

« We’ll raise our weapons and you will return to the past

The proof of your decay, Auschwitz didn’t go away […]

Auschwitz rules over the torah

Auschwitz rules over the coran

Auschwitz rules over the bible

Auschwitz rules over you bastards »

— Ad Hominem, A. Rules 
Cependant, Wodhanaz n'affilie pas son groupe à la scène NSBM.

## Membres

### Membres actuels
- Kaiser Wodhanaz – chant, guitare, basse, échantillonneur, programmateur (depuis 1998)
- D.Nacht – guitare
- G.K. – batterie
- Milite K. – guitare

### Anciens membres
- Altar – batterie
- Pwcca – batterie
- Valfadir – basse

## Discographie

### Albums studio
- 2002: Planet ZOG - The End
- 2004: For a New World
- 2005: Climax of Hatred
- 2009: Dictator – A Monument of Glory
- 2015: Antitheist
- 2018: Napalm for All

### Démos et EP
- 2000: Omnes Ad Unum (démo)
- 2008: Theory (EP)
- 2013: Slaves of God to the Gallows (EP)

### Splits
- 2002: Mankind's Suicide
- 2003: Purification
- 2004: We Are the Wolves... You Are the Sheep
- 2004: Black Metal Against the World
- 2005: A Treaty of Alliance